# Alma (Wisconsin)
Alma és una població dels Estats Units a l'estat de Wisconsin. Segons el cens del 2000 tenia 942 habitants.

## Demografia
Segons el cens del 2000, Alma tenia 942 habitants, 421 habitatges, i 261 famílies. La densitat de població era de 62,1 habitants per km².
Dels 421 habitatges en un 23% hi vivien nens de menys de 18 anys, en un 52,5% hi vivien parelles casades, en un 6,4% dones solteres, i en un 37,8% no eren unitats familiars. En el 31,4% dels habitatges hi vivien persones soles el 14,5% de les quals corresponia a persones de 65 anys o més que vivien soles. El nombre mitjà de persones vivint en cada habitatge era de 2,2 i el nombre mitjà de persones que vivien en cada família era de 2,74.
Per edats la població es repartia de la següent manera: un 19,7% tenia menys de 18 anys, un 7,6% entre 18 i 24, un 25,5% entre 25 i 44, un 23,1% de 45 a 60 i un 24% 65 anys o més.
L'edat mediana era de 43 anys. Per cada 100 dones de 18 o més anys hi havia 97,9 homes.
La renda mediana per habitatge era de 34.250 $ i la renda mediana per família de 45.625 $. Els homes tenien una renda mediana de 31.806 $ mentre que les dones 21.250 $. La renda per capita de la població era de 21.885 $. Aproximadament el 5,6% de les famílies i el 8,9% de la població estaven per davall del llindar de pobresa.

## Poblacions més properes
El següent diagrama mostra les poblacions més properes.